# Font de l'Om
La font de l'Om és una de les fonts més antigues i més elevades de Sant Llorenç del Munt i la Serra de l'Obac

## Situació
Situada al municipi de Matadepera al Vallès Occidental, a 1.105 metres sobre el nivell del mar. L'accés es pot fer des de La Mola, en direcció nord anant a trobar la Canal Freda o be des del camí de Font Soleia grimpant pel Vano sobre la Panxa Contenta.El camí final es troba entremig de dues parets naturals calcàries, gairebé rectes,  amb ondulacions originades per l'erosió natural, on s'hi poden observar formacions càrstiques.
La Cova de l'Om és troba dins del límit del Parc Natural de Sant Llorenç del Munt i l'Obac, creat el 1972. Des del 2000 també forma part de l'Inventari d'espais d'interès geològic de Catalunya (IEIGC) inventariat com espai d'interès geològic en el conjunt de la geozona Sant Llorenç del Munt i l'Obac, la qual forma part del parc natural majoritàriament.

## Descripció
Es tracta d'una surgència que regalima d'una esquerda natural de la roca, baixa en diagonal fins a quedar dipositada en una pica natural que va ser treballada per ampliar la seva capacitat. L'espai és ombrívol, ple de briòfits i vegetació pròpia de llocs humits com l'orella d'os, considerada un fòssil vivent de la vegetació tropical que durant el Terciari, ara fa més de vint milions d'anys ocupà els Pirineus. La font ha estat aprofitada des de fa molt temps.

## Nom
El seu nom prové d'un gran om que està situat uns pocs metres per sota. L'om va morir fa moltes dècades, fet que confirma la llunyana data de creació de la surgència. De l'arbre només queda una part del tronc. La font dona nom a la cova de l'Om que es troba a la mateixa alçada.